# Dalucao (sockenhuvudort i Kina, Guizhou Sheng, lat 28,02, long 107,30)
Dalucao (kinesiska: 大路槽, 大路槽乡) är en sockenhuvudort i Kina. Den ligger i provinsen Guizhou, i den sydvästra delen av landet, omkring 170 kilometer nordost om provinshuvudstaden Guiyang. Antalet invånare är 10 006. Befolkningen består av 4 934 kvinnor och 5 072 män. Barn under 15 år utgör 27,0 %, vuxna 15-64 år 60 %, och äldre över 65 år 11,0 %.